# Auspitz (Familie)

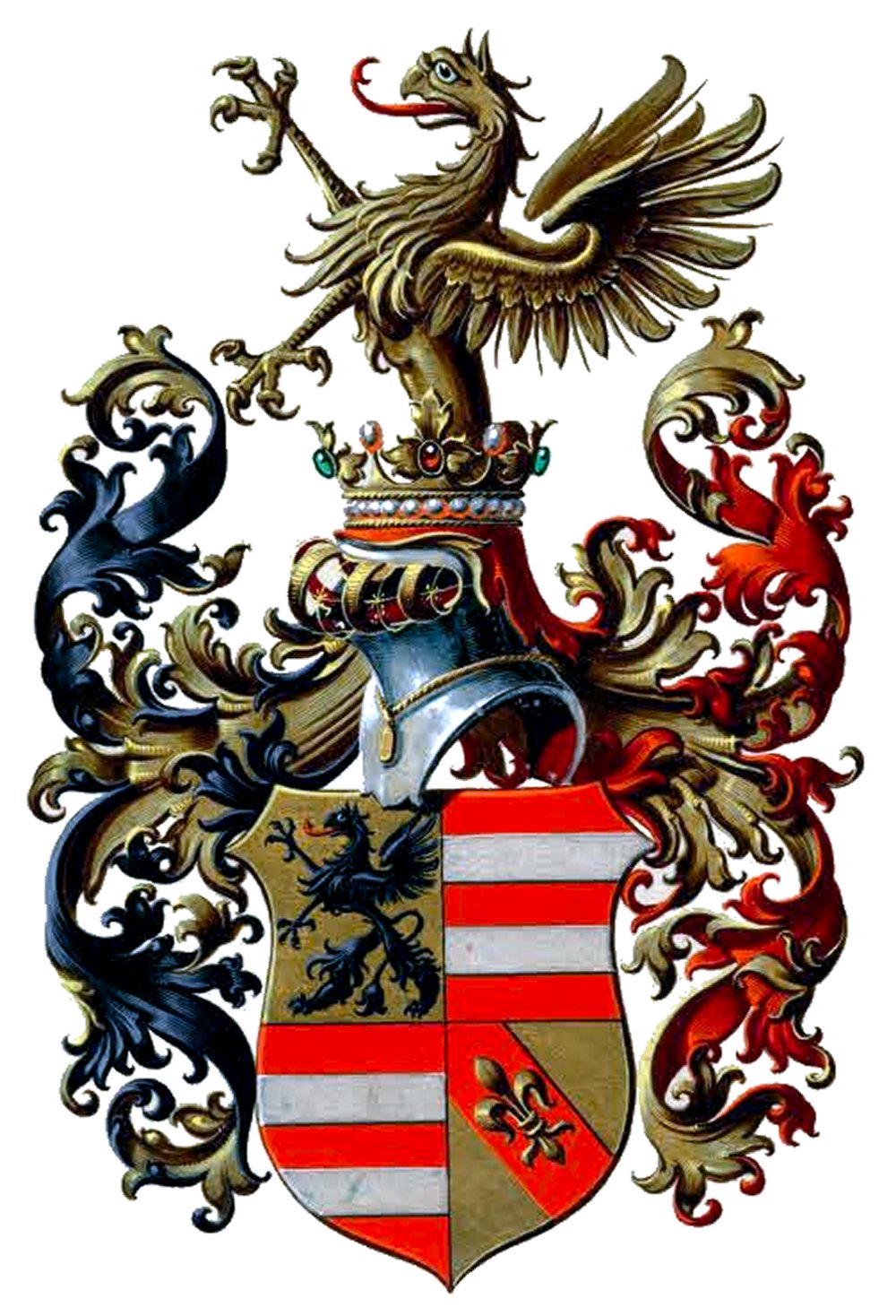
Wappen der Auspitz von Artnegg (1900)

Die Familie Auspitz ist eine der ältesten und bedeutendsten jüdischen Familien aus Mähren, sie nahm den Ortsnamen von Auspitz (Hustopeče) als Namen an.
Auf sie gehen die Mitglieder der Wiener Bankiersfamilie Auspitz und deren Zweige  Auspitz Edle von Artenegg sowie Edle von Auspitz zurück.

## Frühe Angehörige der Familie

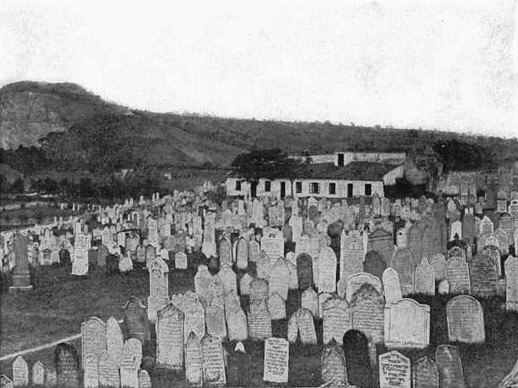
Jüdischer Friedhof von Nikolsburg um 1926

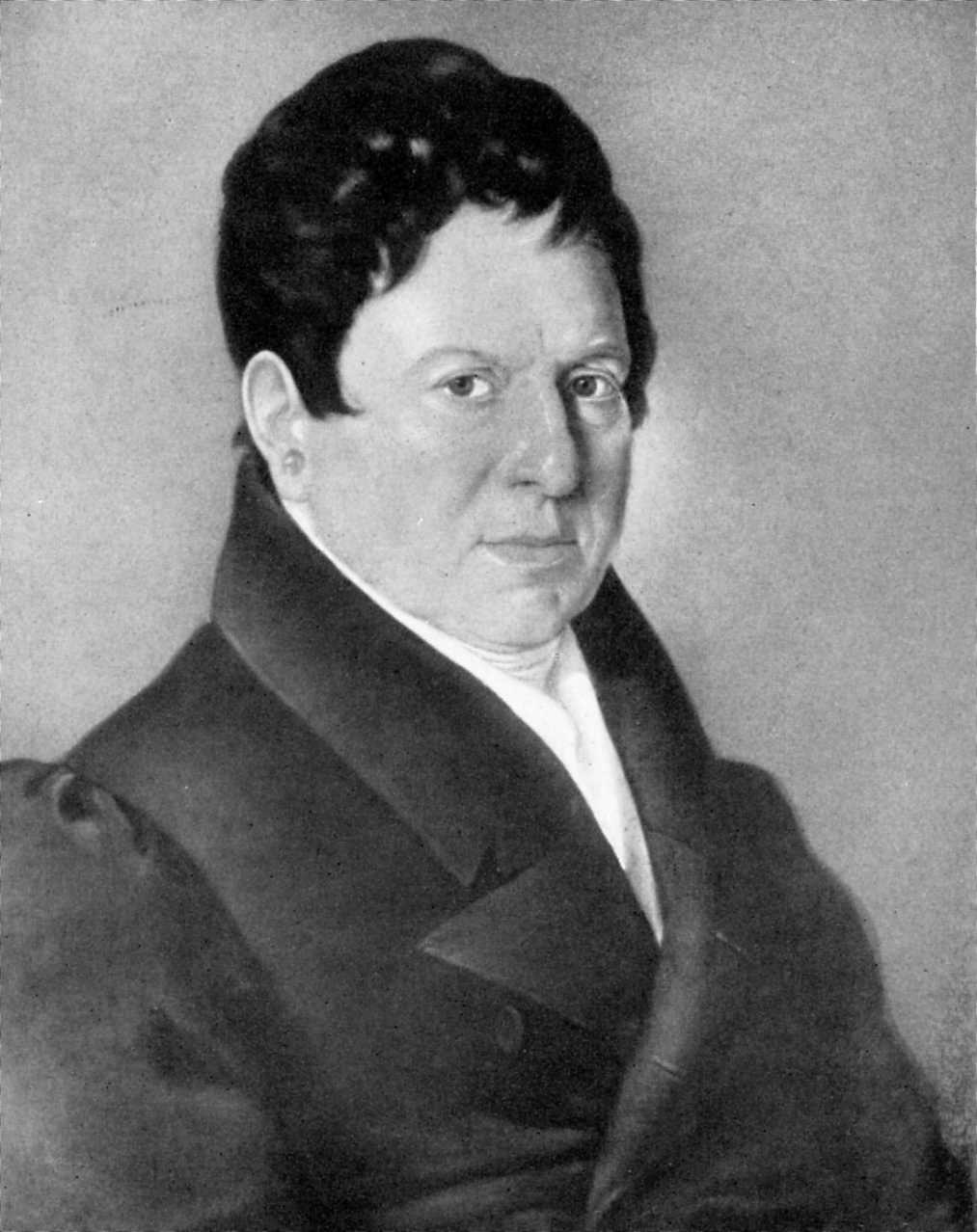
Lazar Auspitz (1772–1853)

Löwel Auspitz war bereits 1657 in Nikolsburg (Mikulov) nachweislich, ein Jacob Auspitz im Jahre 1754.

## Abraham S. Auspitz und Nachkommen
Stammvater der Wiener Bankiersfamilie ist Abraham Shaye Auspitz, 1732 Anwalt, Judenrichter in Nikolsburg im Jahre 1755 und Oberrabbiner in Mähren in der zweiten Hälfte des achtzehnten Jahrhunderts (1769–1774), bestattet in Nikolsburg, Grab VI/8/3.
Abraham Shaye Auspitz hinterließ mehrere Nachkommen, darunter:
1. Samson Auspitz, 1764 bereits erwähnt,[6] laut Grabinschrift Simson Auspitz ben Rabbi Abraham Auspitz († 15. März 1806), übernahm das Amt des Landesältesten im Jahre 1781.[4] Pessel, seine Frau, starb am 25. November 1807[7]
2. Lazar Auspitz[4] (* 1772 in Nikolsburg; † 1853 in Brünn (Brno)), Kaufmann zu Brünn, gehörte zur wohlhabenden jüdischen Oberschicht, welche sich mit den Patrizierfamilien der Oppenheimer, Wertheimer, Todesco,  Gomperz und Lieben wiederholt ehelich verband.[8]

Lazar Auspitz war im Jahre 1833 der Gründer der bekannten Woll-Assortierungsanstalt L. Auspitz. Als erster mährischen Hersteller und Großhändler exportierte er Wolle nach England. Lazar Auspitz war ein sakulärisierter Jude, von welchem sein Enkel Theodor Gomperz (1832–1912) später einmal sagte: „Wenn er, was selten genug geschah, in der Synagoge erschien, so lag statt eines Gebetsbuchs eine Naturlehre vor ihm aufgeschlagen.“
Seine Ehefrau war Rosa Weinberger, sie wurde als körperlich und geistig ausnehmend zart beschrieben. Diese Konstitution und ihre Anwandlung zur religiösen Exaltation machten ein Zusammenleben unmöglich und sorgten dafür, dass in den 18 Ehejahren nur zwei Kinder geboren wurden, ehe die Ehe geschieden wurde. In den folgenden 24 Jahren blieb Lazar allein, ehe er sich in zweiter Ehe mit Babette Gomperz, der Schwester seines Schwiegersohnes Philipp Josua Feibelman Gomperz (1782–1857), verheiratete. Diese Ehe blieb kinderlos und er überlebte seine Frau um viele Jahre.
In vorgerücktem Alter wandte er sich der Tucherzeugung zu und eröffnete mit einer 8 PS starken Dampfmaschine, einem Meister und einigen Arbeitern einen Betrieb, welchen er für zwei seiner Enkel einrichtete und der unter ihrer Leitung im Laufe der Zeit als Fabrik L. Auspitz Enkel sehr bekannt wurde.
Die Juden durften bis 1852 nicht in Brünn bestattet werden, Lazar wurde als erster Brünner Jude in der Stadt beigesetzt. Der jüdischen Friedhof befindet sich heute im Stadtteil Židenice.
Besonders stolz war er auf den ihm verliehenen Bürgerbrief, und gern fügte er seinem Namen bei feierlichen Anlässen das Prädikat Bürger von Brünn hinzu. Seinen nach Adel strebenden Verwandten gab er die Warnung an die Hand: „Werden Sie Ihre Kinder mit Bekanntmachung großer Bedürfnisse beglücken?“ Ohne an eine Republik zu denken, war er seinem innersten Wesen nach Republikaner. Sich vor niemandem zu beugen, um niemandes Gunst zu werben, war tief in seiner Natur begründet. Daher gab ihm sein Enkel Theodor die folgenden Worte mit ins Grab:
„Ein Freund des Lichts, ein Fels des Rechtes,
Der Gleißnerei und Lüge feind;
Schutzgeist und Gründer des Geschlechtes,
Das hier an seinem Grabe weint.“

### Nachkommen des Lazar Auspitz

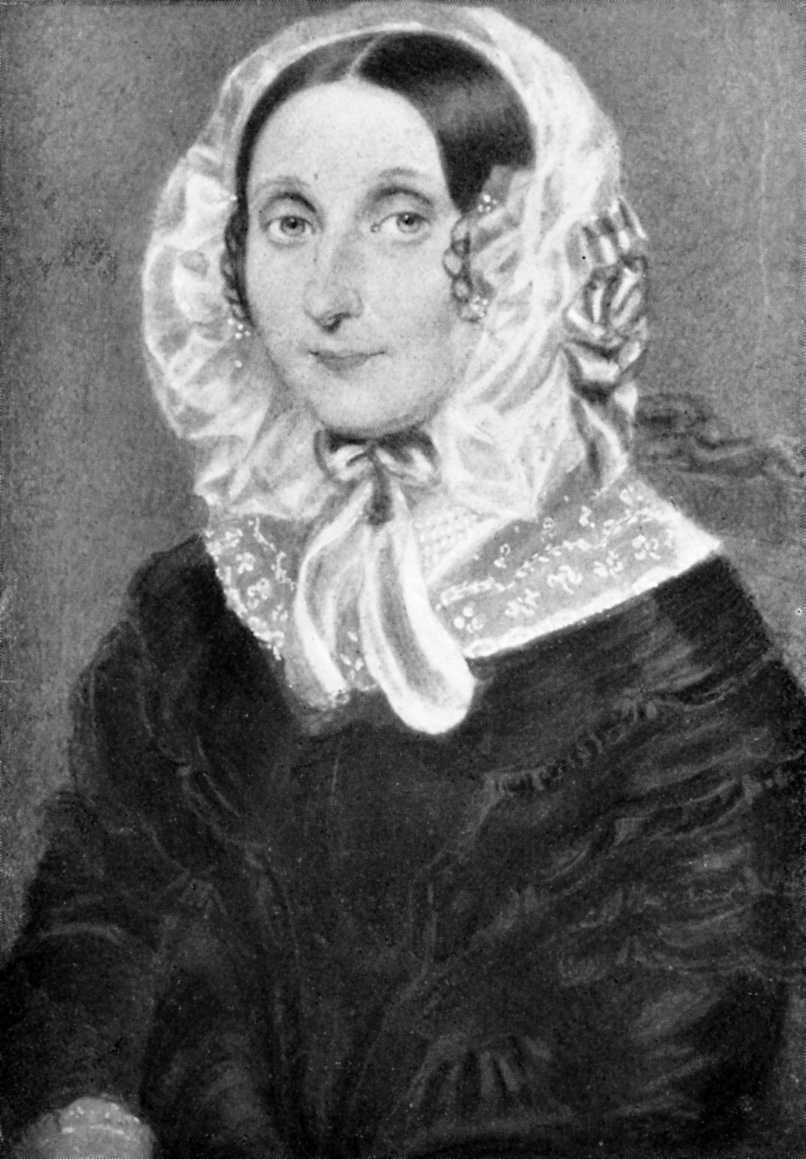
Henriette Auspitz (1792–1881)

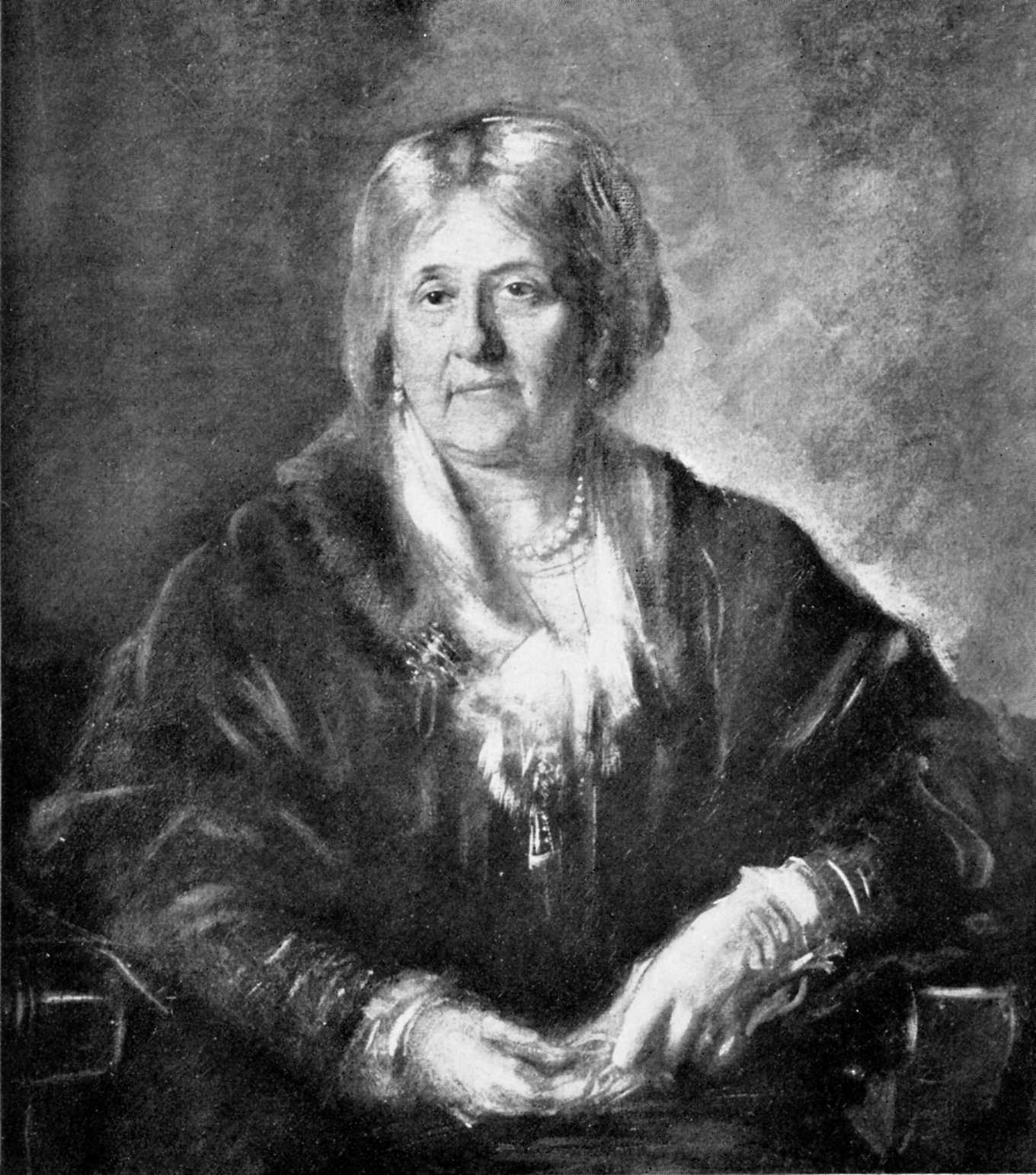
Josephine Gomperz (1820–1894)

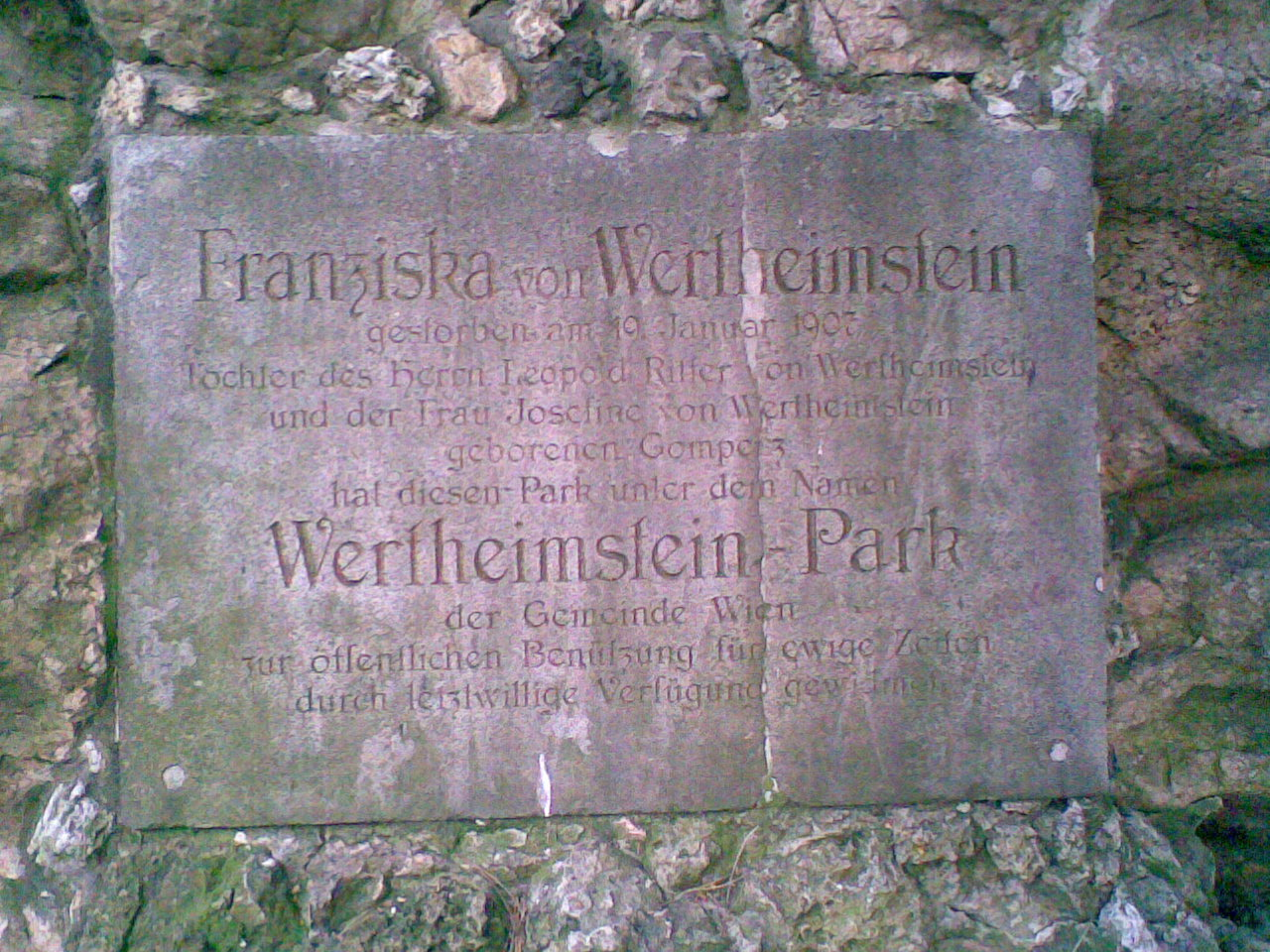
Denkmal für Franziska von Wertheimstein (1844–1907) im Wertheimstein-Park, Wien 19

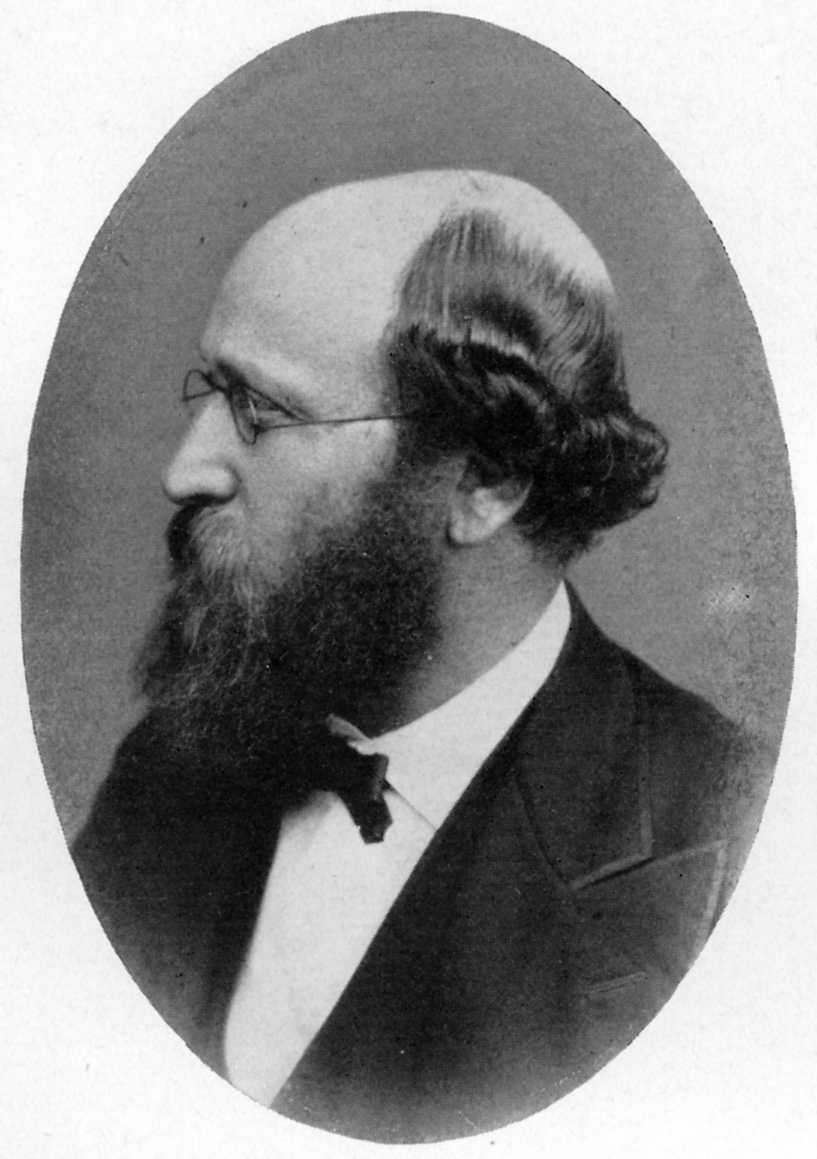
Theodor Gomperz (1832–1912)

Rudolf Auspitz (1837–1906)

1. Henriette Auspitz (* 1792; 30. April 1881 in Wien), verheiratet mit Philipp Josua Feibelman Gomperz (1782–1857)
  1. Josefine Gomperz (* 19. November 1820 in Brünn; † 16. Juli 1894), Salonnière, verheiratet mit Leopold Edler von Wertheimstein (* um 1801; † 1883 in Wien), bestattet auf dem Döblinger Friedhof I1/G1/1
    1. Franziska von Wertheimstein (* 17. August 1844 in Wien; † 19. Februar 1907 in Wien), Wiener Mäzenin, kurz vor ihrem Tod zeigte sie Symptome einer beginnenden Geisteskrankheit. Sie wurde bestattet auf dem Döblinger Friedhof I1/G1/1. Sie war eine begabte Malerin, ihr Lehrer war Prof. August Eisenmenger. Im Jahre 1907 vermachte Franziska testamentarisch die ererbte väterliche Villa Wertheimstein  und den dazugehörigen Park in der Hauptstraße von Oberdöbling der Gemeinde Wien mit der Auflage, den Park dem Publikum zu öffnen, in der Villa eine Volksbibliothek einzurichten und den Salon als kulturhistorisches Denkmal zu erhalten.
    2. Karl von Wertheimstein (* 18. Dezember 1847 in Wien; † 4. März 1866 in Wien), bestattet auf dem Döblinger Friedhof I1/G1/1, nachdem er binnen eines Tages an Scharlach starb. Er erlernte die Bildhauerei bei Vinzenz Pilz.

  2. Ritter Max von Gomperz (* 1. März 1822 in Brünn; † 7. November 1913 in Wien), Industrieller L. Auspitz Enkel und Bankier, verehelicht mit seiner Cousine Louise Auspitz (* 1832: † 1917 in Wien)
    1. Rosa von Gomperz (* 5. September 1862), verehelicht mit Gaston Carlin
      1. Henriette Carlin (1890–1970), verehelicht mit Wolfgang Hainisch (* 15. August 1888 Schottwien;  † 26. Februar 1940 Wien)

  3. Julius von Gomperz (* 21. November 1823 in Brünn; † 21. Februar 1909 in Brünn), Industrieller, L. Auspitz Enkel, verheiratet mit Caroline Bettelheim (* 1. Juni 1845 in Budapest; † 13. Dezember 1925 in Wien), Pianistin und Kammersängerin. Bestattet auf dem Döblinger Friedhof, Ehrengrab 32/3/22
  4. Sophie Gomperz (* 22. Juli 1825; † 9. Juli 1895), Salonnière, verheiratet mit Freiherr Eduard von Todesco (* 1. April 1814 in Wien; † 17. Januar 1887 in Wien), Unternehmer, Bankier, Spekulant, Philanthrop. Bestattet auf dem Döblinger Friedhof in einem Ehrengrab.
    1. Franziska Fanny (* 14. April 1846 in Wien; † 18. Februar 1922 in Wien) wurde am 28. April 1886 die erste Ehefrau von Henry de Worms (* 20. Oktober 1840 in London; † 9. Januar 1903 in London). Henry wurde 1895 zum ersten Baron Pirbright of Pirbright ernannt.
      1. Alice Henriette von Worms (* 2. April 1865; † 1952), verehelicht 1886 mit (I) Johann Heinrich Boyer Warner († 1891) und 1892 mit (II) David MacLaren Morrison.
      2. Dora Sophie von Worms (* 9. Juni 1869)
      3. Constanze Valerie von Worms (* 28. April 1875; † 1963), verehelicht mit Maximilian von Löwenstein-Scharfeneck (1871–1952).

    2. Anna Todesco (* 26. September 1847; † 31. Oktober 1900) verehelicht am 3. Dezember 1871 mit Leopold von Lieben (* 7. Mai 1835; † 10. März 1915). Auf Grund ihrer psychischen Erkrankung war sie Patientin des Sigmund Freud.
    3. Hermann Todesco (1849–1876)
    4. Gabriele Yella (1854–1943), verehelicht mit Ludwig Freiherr von Oppenheimer (1843–1909) Großgrundbesitzer, Unternehmer und Politiker.
      1. Felix Freiherr von Oppenheimer (1874–1938)

  5. Minna Gomperz (* 1826; † 27. Oktober 1886 in Oberdöbling), bestattet auf dem Döblinger Friedhof[11]
  6. Theodor Gomperz (* 29. März 1832 in Brünn; † 29. August 1912 in Baden), Universitätsprofessor, Philosoph und Klassischer Philologe. Verehelicht mit Elise von Sichrovsky (* 1. Januar 1848; † März 1929, bestattet am 20. März 1929). Bestattet in einem Ehrengrab auf dem Döblinger Friedhof I/7/6, zusammen mit seiner Frau. Elise war viele Jahre in der Frauenvereinigung für soziale Hilfe aktiv, stand Marianne Hainisch zur Seite, war als Übersetzerin tätig[12] und verhalf Sigmund Freud im Jahre 1902, gemeinsam mit ihrer Freundin, der Baroness Marie von Ferstel, zum Professorentitel, Sie war ebenfalls eine Patientin Freuds.[13]
    1. Heinrich Gomperz (* 18. Januar 1873 in Wien; † 27. Dezember 1942 in Los Angeles), Philosoph
    2. Rudolf Emanuel Gomperz (1878–1942) Eisenbahningenieur und Fremdenverkehrspionier in St. Anton
    3. Bettina Gomperz (* 1879 in Wien; †  1948 in Bern), Bildhauerin, Schriftstellerin. Verehelicht mit Rudolf Maria Holzapfel (* 26. April 1874 in Krakau; † 8. Februar 1930 in Muri bei Bern), Psychologe, Kulturpsychologe und Philosoph
      1. Myrrha Holzapfel (* 1905; † 1979), verehelicht mit Otto Hausherr (* 1893; † 1978). Sie war Herausgeberin von: Kompositionen, aus dem Nachlass Rudolf Maria Holzapfels, Universal-Edition Wien Leipzig 1932
        1. Cedric Hausherr (* 1941; † 1993)
        2. Rudolf Hausherr (* 1944)

      2. Monika Holzapfel (* 14. April 1907 in Lausanne; † 10. September 1995), Autorin, Honorarprofessorin für Tierpsychologie, Verhaltensforschung und Biologie der Tiere an der Universität Bern. Sie war die erste Frau in Europa, die einen Zoo leitete (Tierpark Dählhölzli in Bern) und die erste Frau, welche als Mitglied in den 1946 neu gegründeten Internationalen Zoodirektoren-Verband International Union of Directors of Zoological Gardens (IUDZG) (heute WAZA), aufgenommen wurde. Ihr Ehemann war Gilbert Victor Meyer.[14]
        1. Jacqueline Meyer (1941–1948)
2. Samuel Auspitz (* 12. März 1795 in Wien; † 30. Juni 1867 in Wien), war ein Großhändler, Bankier und 1842 Gründer des Bankhauses Auspitz, Lieben & Co., verehelicht mit Therese Ester Lewinger (* 30. Dezember 1800; † 26. August 1877). Er wurde bestattet auf dem Währinger Friedhof 755/5/104b, sie in Grab 756/5/104a. Auspitz stiftete die  Auspitz'sche Stiftung für Knaben und Mädchen. Aus dem von ihm gestifteten Kapital von fast 1000 Gulden sollten jährlich je zwei verdienstvolle Zöglinge des ersten und zweiten städtischen Waisenhauses, welche noch kein Sparkassenbuch besaßen, bei Verlassen des Waisenhauses beteiligt werden.[15]
  1. Carl Auspitz Edler von Artenegg (* 4. November 1824 in Wien; † 18. August 1912 in Gastein) → weiter dort
  2. Louise Auspitz (* 1832: † 1917 in Wien), verehelicht mit ihrem Cousin Ritter Max von Gomperz (1822–1913) → siehe oben
  3. Rudolf Auspitz (* 7. Juli 1837 in Wien; † 8. März 1906 in Wien), Industrieller Die Rohatetz-Bisenzer Zucker Fabriken Rudolf Auspitz und Co., Nationalökonom, Politiker und Bankier im Bankhaus Auspitz, Lieben & Co. Verehelicht mit (I) Helene Lieben (* 1838; † Juli 1896), auch sie litt seit 1879 unter Depressionen, und (II) Marie Heidenhain († 22. Dezember 1919), alle auf dem Döblinger Friedhof, Ehrengrab I1/G1/Gruft 13 bestattet.
    1. (I) Josefine Rosalie Auspitz-Winter (* 21. Dezember 1873 in Wien; † 20. Januar 1943 im Ghetto Theresienstadt) Malerin, Komponistin und Schriftstellerin, verehelicht mit (I) Alfred Edler von Fröhlich von Feldau († 6. April 1913) und (II) Josef Winter Edler von Wigmar (* 2. Februar 1857 in Wien; † 6. Juli 1916 in Wien), Arzt und Lyriker
      1. (I) Hilde von Fröhlich-Feldau (* 26. Dezember 1895), verehelicht mit Wolfgang Magg
      2. (I) Walter von Fröhlich-Feldau (* 22. September 1897; † 7. September 1960) bestattet am 21. September 1960 auf dem Döblinger Friedhof, Ehrengrab I1/G1/Gruft 13
      3. (II) Marianne Winter (* 21. April 1902; † 24. August 1985 in Wien), Malerin, bestattet am 3. September 1985 auf dem Döblinger Friedhof I1/G1/Gruft 13, verehelicht mit  Arnold Nechansky, Architekt und Designer der Wiener Werkstätte (* 17. März 1888 in Wien; † 25. März 1938 in Kitzbühel). Beider Sohn
        1. Konrad Conny  Nechansky (* 11. November 1932 in Berlin; † Dezember 1988 in Wien), Architekt und Designer, bestattet am 28. Dezember 1988 auf dem Döblinger Friedhof I1/G1/Gruft 13

      4. (II) Gerhard Winter (* 29. April 1903)

    2. Leopold Pol Auspitz (* Februar 1877 in Wien; † März 1897 in Wien), bestattet am 15. März 1897 auf dem Döblinger Friedhof, Ehrengrab I1/G1/Gruft 13. Er starb an einer nicht heilenden Wunde, welche die Folge einer Krebsoperation war. Der literarisch begabte Junge erlitt bereits im Alter von fünf Jahren ein schweres Schicksal, als eine Entzündung im rechten Bein dieses verkürzte und steif werden ließ. Wenig später brach er sich das Bein, die Entzündungen kehrten von da ab periodisch wieder und zwangen ihn zum Gehen in einer Gehmaschine[16]. Da er sich auch für physikalische Dinge interessierte, elektrifizierte er als Kind gemeinsam mit seinem Cousin Robert von Lieben (1878–1913) das Familienpalais. Beide bauten auch ein Haustelefon ein[17], daher wollte er, nachdem er die Matura im Sommer 1895 abgelegt hatte, Physik studieren. Nach seinem frühen Tod stiftete sein Vater ein Stipendium an der Wiener Universität, die Leopold-Auspitz-Stiftung. So hielt u. a. J. Tuma den Leopold-Auspitz-Kurs  Teil 1 mit dem Thema Der Wechselstrom ab, I. Pollak, Dozent für Elektrotechnik, setzte den Kurs im Februar/März 1899 fort.[18]

#### LinieAuspitz von Artenegg

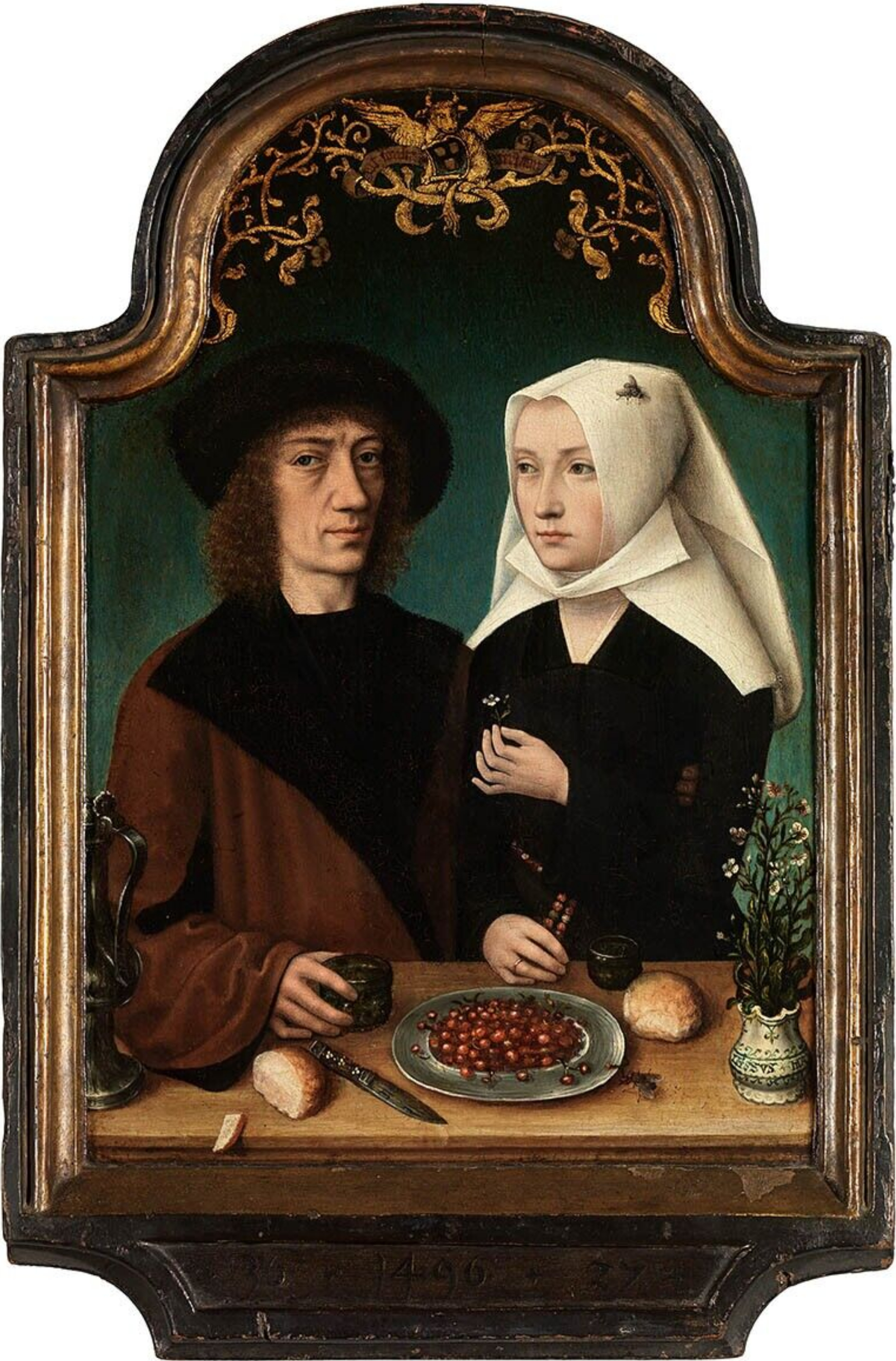
1917 in Besitz des Stefan Edler von Auspitz von Artenegg

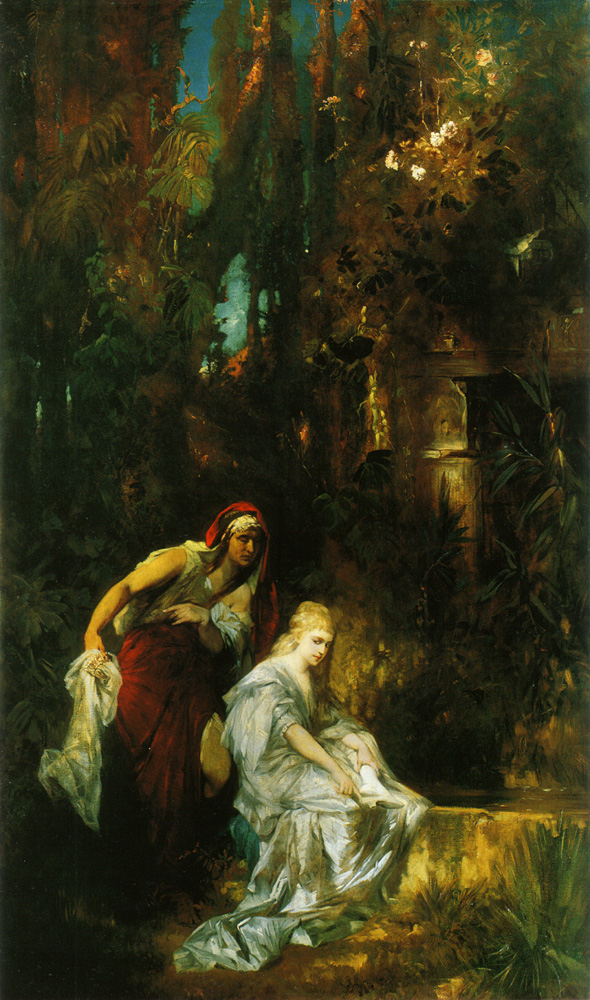
Besitz des Stefan Edler von Auspitz von Artenegg

Österreichischer Adelsstand, verliehen am 4. Februar 1900 in Wien für den Enkel des Lazar Auspitz, Carl Auspitz (1824–1912), Generalrat der Österreichisch-Ungarischen Bank, Großhändler, Besitzer der Firma S. Auspitz und Teilhaber des Bankhauses Auspitz, Lieben & Co., sowie ehemaliger Reichsratsabgeordneter. Die Familie ist israelitisch, katholisch und evangelisch. Träger des Ordens der Eisernen Krone III. Klasse.

##### Wappen
Blasonierung: Geviert: 1) In Gold ein aufrechter schwarzer Greif. 2) und 3) In Rot je zwei silberne Balken. 4) In Grün (oder Gold) ein roter Schrägbalken, belegt mit einer goldenen Lilie. Auf dem gekrönten Helm mit rechts schwarz-goldenen und links rot-goldenen Decken ein wachsender goldener Greif.

##### Genealogie
1. Carl Auspitz Edler von Artenegg (* 4. November 1824 in Wien; † 18. August 1912 in Gastein), bestattet am 22. August 1912 auf dem Döblinger Friedhof.[19] Verehelicht mit Mathilde Porges (* 1. Februar 1838 in Wien; † 13. Dezember 1910 in Wien)
  1. Theodor von Auspitz-Artenegg (* 16. März 1861; † 27. Juli 1939), verehelicht mit Angela Ella Leitner (* 17. März 1873 in Graz; † 30. Mai 1945 in Lausanne), beide sind auf dem Döblinger Friedhof I1/G1/16 bestattet.
    1. Felicie Auspitz von Artenegg (* 23. Oktober 1902; † Oktober 1993), verehelicht mit Richard Baratta-Dragono
    2. Lilian Auspitz von Artenegg (* 20. Juli 1904; † 1978), verehelicht mit Harald Edler v. Reininghaus,   Industrieller aus der steirischen Unternehmerdynastie.
    3. Elisabeth Auspitz von Artenegg (* 12. Oktober 1907; † 16. Mai 1982), verehelichte Shalders

  2. Anna Auspitz von Artenegg (* 12. Juli 1863; † 11. Juni 1944 im Ghetto Theresienstadt), ehelichte (I) Adolf Freiherr von Odelga (* 21. August 1851 in Hietzing; † 16. April 1915) und (II) Franz Freiherr Riedl von Riedenau (* 18. Oktober 1868 in Wien; † 14. Mai 1943)
  3. Stefan Edler von Auspitz-Artenegg (* 11. Oktober 1869 in Wien; † 17. August 1945 in Wien), Bankier des Bankhauses Auspitz, Lieben & Co. Verehelicht mit Josefine Fasal (* 3. Oktober 1875 in Troppau; † 2. Dezember 1960 in Wien). Stefan wurde am 10. Oktober 1942 mit dem Transport IV/13[20] deportiert. Beide lernten sich im Lager Theresienstadt kennen und heirateten dort.

### LinieEdle von Auspitz
Abraham Edler von Auspitz aus dem Stamme Aaron, nobilitiert 1891 in Wien, Ururenkel des Rabbiners Abraham Shaye Auspitz. Mosaisch katholischen Glaubens.

## Weitere Namensträger

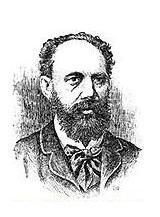
Heinrich Auspitz

1. Moritz Auspitz (* 1803 in Nikolsburg; † 2. März 1880 in Wien), Wundarzt, Chirurg
  1. Heinrich Auspitz (* 2. September 1835 in Nikolsburg; † 23. Mai 1886 in Wien), österreichischer Dermatologe, verehelicht mit Augusta Kolářova (* 19. März 1844 in Prag; † 26. Dezember 1878)
    1. Hans (* um 1875; † Januar 1879)

  2. Leopold Auspitz (* 5. Dezember 1838; † 23. Februar 1907), k.k. Generalmajor und Schriftsteller, verehelicht mit Henriette Eggenberg († 1895),
    1. Christine Auspitz (* 27. Februar 1878 in Iglau (Jihlava); † 15. April 1928 in Graz), Literarhistorikerin, verehelichte mit Heinrich Touaillon, Notar
    2. Walther Ernst von Auspitz (* 30. Oktober 1888 in St. Pölten; † 19. Januar 1974 in Wien), welcher ab 1920 den Namen seiner Ur-Urgroßmutter, einer Conrad von Heydendorff, annahm (auch: Auspitz-Heydendorff), k.u.k. Offizier und Genealoge[21]

- Auspitz, Ignatz, Tabakhändler (* in Nikolsburg), in Pest seit 1830
- Auspitz, Adolf († 5. Oktober 1868), bestattet auf dem Währinger Friedhof 19/154[22]

## Bankhaus Auspitz, Lieben & Co
Samuel Auspitz (1795–1867) war im Jahre 1842 Gründer des Bankhauses Auspitz, Lieben & Co., seine Söhne Rudolf und Carl führten es als Teilhaber weiter, ehe es von Stefan Auspitz als Mitgesellschafter übernommen wurde. Bis 1931 war das Bankhaus, Wien I., Oppolzergasse 6, als offene Handelsgesellschaft eingetragen. Seit 1926 hatte das Bankgewerbe den Gesellschaftern gestattet, gemeinsam und mit anderen Teilhabern in persönlicher Haftung die Bank zu betreiben. Infolge der Weltwirtschaftskrise stellte das Bankhaus am 23. Mai 1931 die Zahlung ein und ging in Konkurs.
Dieser war damals ungewöhnlich, da man auf Insolvenzen der Kundschaft verwies, es sich jedoch herausstellte, dass unbelastete Kundendepots in Höhe von 6 Millionen öS verpfändet waren. Kurz vor Einstellung der Zahlungen waren noch für über eine Million öS Auslandsschecks verkauft und Schillingvaluta eingenommen worden, ohne diese gutzuschreiben. Der Österreichische Volkswirt titelte Betrug und Veruntreuung und forderte zur vollen Entschädigung auf. Die bisherigen Gesellschafter Stefan Auspitz, Heinrich Lieben und Ludwig Zweig, wobei letzterer der eigentliche Chef war, stellten den Antrag auf Insolvenz und bezifferten den Schaden auf etwa 31 Millionen öS, wobei etwa sechs Millionen zur Deckung fehlten. Ebenfalls in Mitleidenschaft gezogen wurden die Eisen- und Metallmöbelfirma Quittner & Kitschelt AG und der Lederer-Konzern.
Auspitz verlor zu diesem Zeitpunkt etwa zehn Millionen öS an Einlagen. Um die Folgen der Insolvenz abzufangen, löste Auspitz im Jahre 1931 einen Teil seiner privaten Kunstsammlung auf und veräußerte diese an den Kunsthändler Kurt Walter Bachstitz in Den Haag. Die Sammlung enthielt u. a. Werke von Peter Paul Rubens, Cranach und Rembrandt. Im September 1931 ersuchte er beim Bundesdenkmalamt um eine Ausfuhrbewilligung, welche jedoch nur teilweise bewilligt wurde. Bachstitz veräußerte zwischenzeitlich Teile der Sammlung innerhalb Österreichs, zahle jedoch die letzten Kaufpreisraten nicht, weshalb Stefan Auspitz einen Teil seiner Kunstsammlung als Pfand zurückbehielt. Der darauf folgende Rechtsstreit ab 1935 wurde in Form eines Reichsfluchtsteuer-Sicherstellungsbescheides von deutschen Behörden 1938 beendet, man entzog ihm sein Eigentum und es fiel im Jahre 1942 dem Deutschen Reich zu. Auch eine umfängliche Bibliothek und Anteile an dem Mietshauses in Wien I., Marco-d'Aviano-Gasse 1, sowie das Grundstück Wien XIX., Wallmodengasse 10, nannte er sein Eigen, allein aus dem Erbe seines Vaters erhielt er 1906 ein Vermögen von 160 Millionen GK. Nun musste er die mit Hypotheken belasteten Häuser veräußern und versuchte zumindest die Bibliothek vor dem Verkauf zu retten. Daher übertrug er diese auf dem Mann seiner Nichte Lilian, Harald Reininghaus. Dieser stempelte alle Bücher als sein Eigentum.
Das Handelsgericht ersetzte am 22. August 1939 die Liquidatoren und bisherigen Gesellschafter durch Rudolf Jekel und 1941 durch Wilhelm Komareck, die Löschung von Auspitz, Lieben & Co i.L. erfolgte am 14. Juli 1961.
Ludwig Zweig emigrierte nach Amerika und lebte nach 1945 in den USA. Heinrich Lieben und Stefan Auspitz wurden deportiert, Lieben starb am 13. März 1945 im KZ Auschwitz nur Auspitz überlebte das Ghetto Theresienstadt und das KZ Dachau um wenige Monate.
Liebens Tochter Eva-Maria von Lieben, verehelichte Loudon, führte gegen den Schweizerischen Bankverein in Zürich Klage. Da die Privatbank Auspitz, Lieben & Co. am 13. April 1944 ihre Ansprüche an dem Aktiendepot in der Schweiz an sie abgetreten hatte, forderte sie die Herausgabe der Aktien der a) Mundus Allgemeine Handels- und Industrie A.-G. Zürich, der b) Banca Italiana di Sconto, der c) Motor-Columbus A.-G. für elektrische Unternehmungen und der d) Ersten Wiener Hotel A.-G. Wien, ferner SBB-Obligationen im Nominalwert von 12,000.- Fr.Da sie das Depot nicht frei bekam, reichte sie im Oktober 1950 gegen den Schweizerischen Bankverein beim Handelsgericht Zürich Klage ein. Durch Urteil vom 18. Oktober 1951 nahm das Handelsgericht des Kantons Zürich Vormerk von der teilweisen Klageanerkennung, verpflichtete den Beklagten zur Herausgabe der Wertpapiere (a und c) und wies den Forderungsanspruch zu den SBB-Obligationen ab.

### Restitution
Nach der Deportation am 10. Oktober 1942 nach Theresienstadt wurde Stefan Auspitz´ restlicher, durch die Gestapo beschlagnahmter Besitz und damit auch die Bibliothek von etwa 5000 Büchern, welche sich noch in der Wohnung befanden, in die Möbel- und Verwertungsstelle von jüdischem Umzugsgut überführt. Diese übergab die Bücher der Nationalbibliothek in Wien, welche die Dubletten für die geplante Führerbibliothek nach Linz gab. Neben den Ansprüchen an den enteigneten Büchern der Bibliothek des Stefan gab es auch eine Anzahl von Gemälden aus den umfangreichen Familiensammlungen, welche aus dem Besitz des Carl Auspitz Edler von Artenegg (1824–1912) an die Söhne vererbt wurde, darunter Gemälde des Malers Hans Makart. Außerdem erhoben die Nachkommen Ansprüche auf hinterlegte Pfandbriefe des Bankhauses, welche in der Schweiz lagerten.

## Grablegen auf dem Döblinger Friedhof
In den Familiengrüften auf dem Döblinger Friedhof wurden bestattet:
Gruppe I1 / Reihe G1 / Nummer 3
- Helene Auspitz, geb. Lieben (* 1838; † Juli 1896), bestattet am 7. Juli 1896
- Ida Brentano, geb. Lieben (* 17. Mai 1852; † 13. März 1894), bestattet am 18. März 1894
- Anna von Lieben, geb. Todesco (* 26. September 1847 in Wien; † 31. Oktober 1900 in Wien) bestattet am 2. November 1900
- Ignaz Lieben (* 28. Februar 1805 in Prag, Haus Nr. 8; † 12. März 1862 in Wien), auf dem Grabstein jedoch 29. Februar 1804, laut Geburtsschein Isac Lieben, 28. Februar 1805[28]
- Leopold von Lieben (* 7. Mai 1835 in Wien; † 10. März 1915 in Wien), bestattet am 12. März 1915, (seit 1905 geadelt[29])
- Robert von Lieben (* 5. September 1878 in Wien; † 20. Februar 1913 in Wien), bestattet am 23. Februar 1913
- Ernst Lieben (* 19. Mai 1875 in Oberdöbling; † 31. Juli 1970 in Wien), Chemiker, bestattet am 6. August 1970, Sohn des Leopold
- Elise Lieben, geb. Lewinger (1809–1877)
- Rosa Lieben (* 22. Januar 1834 in Wien; † 13, August 1861 in Ischl) bestattet am 16. August 1861 auf dem Währinger Friedhof[30], exhumiert und am 5. Juni 1887 in der Gruft beigesetzt.

Gruppe I1 / Reihe G1 / Nummer 13
- Marie Auspitz, geb. Heidenhain († 22. Dezember 1919), bestattet am 24. Dezember 1919
- Leopold Auspitz (* Februar 1877 in Wien; † März 1897 in Wien), bestattet am 15. März 1897
- Rudolf Auspitz (* 7. Juli 1837 in Wien; † 10. März 1906 in Wien), bestattet am 11. März 1906
- Walter von Feldau (* 22. September 1897; † 7. September 1960), bestattet am 21. September 1960
- Konrad Nechansky (* 11. November 1932; † Dezember 1988), bestattet am 28. Dezember 1988
- Marianne Nechansky, geb. Winter (* 21. April 1902; † 24. August 1985 in Wien), bestattet am 3. September 1985
- Josef Winter Edler von Wigmar (* 2. Februar 1857 in Wien; † 6. Juli 1916 in Wien)

Gruppe I1 / Reihe G1 / Nummer 16
- Matilde Auspitz  (* 1855; † 13. Dezember 1910), bestattet am 15. Dezember 1910
- Carl Auspitz Edler von Artenegg (* 4. November 1824 in Wien; † 18. August 1912 in Gastein), bestattet am 22. August 1912
- Angela von Auspitz-Artenegg, geb. Leitner (* 17. März 1873 in Graz; † 30. Mai 1945), bestattet am 24. November 1994 in der Gruft
- Theodor von Auspitz-Artenegg (* 16. März 1861; † 27. Juli 1939), bestattet am 31. Juli 1939
- Felicitas Baratta, geb. Auspitz von Artenegg (* 23. Oktober 1902; † Oktober 1993), bestattet am 11. Oktober 1993
- Elisabeth Shalders, geb. Auspitz von Artenegg (* 12. Oktober 1907; † 16. Mai 1982), bestattet am 25. Mai 1982
- Mara Spalding (* um 1873; † 2. Juni 1957), bestattet am 6. Juni 1957